# Monchy-sur-Eu
Monchy-sur-Eu – miejscowość i gmina we Francji, w regionie Normandia, w departamencie Sekwana Nadmorska.
Według danych na rok 1990 gminę zamieszkiwało 478 osób, a gęstość zaludnienia wynosiła 53 osoby/km² (wśród 1421 gmin Górnej Normandii Monchy-sur-Eu plasuje się na 466. miejscu pod względem liczby ludności, natomiast pod względem powierzchni na miejscu 405.).